# Serrolândia
Serrolândia är en kommun i Brasilien.   Den ligger i delstaten Bahia, i den östra delen av landet, 1 000 km nordost om huvudstaden Brasília. Antalet invånare är 12 347.
Omgivningarna runt Serrolândia är huvudsakligen savann. Runt Serrolândia är det ganska glesbefolkat, med 24 invånare per kvadratkilometer.